# Stipa pampeana
Stipa pampeana är en gräsart som beskrevs av Carlos Luis Spegazzini. Stipa pampeana ingår i släktet fjädergrässläktet, och familjen gräs. Inga underarter finns listade i Catalogue of Life.